# Moutiers (Ille-et-Vilaine)
Moutiers é uma comuna francesa na região administrativa da Bretanha, no departamento Ille-et-Vilaine. Estende-se por uma área de 17,72 km². Em 2010 a comuna tinha 943 habitantes (densidade: 53,2 hab./km²).